# Injecció de portadors calents

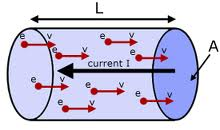
L'electró es mou amb una velocitat de deriva oposada a la direcció del corrent.

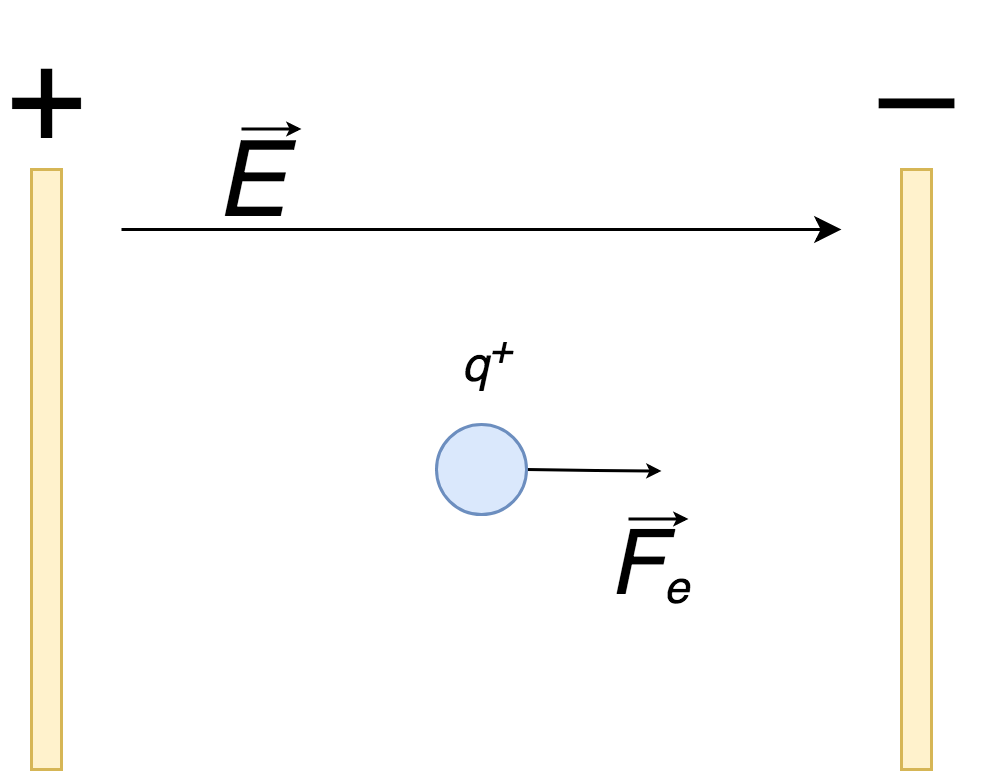
Força del camp elèctric sobre els portaors de càrrega.

La injecció de portadors calents (amb acronim anglès HCI) és un fenomen en dispositius electrònics d'estat sòlid on un electró o un "forat" guanya energia cinètica suficient per superar una barrera potencial necessària per trencar un estat d'interfície. El terme "calent" es refereix a la temperatura efectiva utilitzada per modelar la densitat del portador, no a la temperatura global del dispositiu. Com que els portadors de càrrega poden quedar atrapats al dielèctric de la porta d'un transistor MOS, les característiques de commutació del transistor es poden canviar permanentment. La injecció de portadors calents és un dels mecanismes que afecta negativament la fiabilitat dels semiconductors dels dispositius d'estat sòlid.
El terme "injecció de portador calent" normalment es refereix a l'efecte en els MOSFET, on s'injecta un portador des del canal conductor del substrat de silici fins al dielèctric de la porta, que normalment està fet de diòxid de silici (SiO₂).
Per tornar-se "calent" i entrar a la banda de conducció de SiO₂, un electró ha de guanyar una energia cinètica de ~3,2 eV. Per als forats, el desplaçament de la banda de valència en aquest cas dicta que han de tenir una energia cinètica de 4,6 eV. El terme "electró calent" prové del terme de temperatura efectiva que s'utilitza quan es modela la densitat de la portadora (és a dir, amb una funció de Fermi-Dirac) i no es refereix a la temperatura a granel del semiconductor (que pot ser físicament fred, encara que com més càlid sigui més gran serà la població d'electrons calents que contindrà).
Els electrons calents poden sortir del material semiconductor en lloc de recombinar-se amb un forat o conduir-se a través del material fins a un col·lector. Els efectes conseqüents inclouen un augment del corrent de fuga i possibles danys al material dielèctric que encaixa si el portador calent altera l'estructura atòmica del dielèctric. En els MOSFET, els electrons calents tenen prou energia per travessar la porta d'òxid prima per mostrar-se com a corrent de porta o com a corrent de fuga del substrat.
Els electrons calents es poden crear quan un fotó d'alta energia de radiació electromagnètica (com la llum) colpeja un semiconductor.

Vista de secció d'un transistor de porta flotant.

Apicacions: L'HCI és la base de funcionament d'una sèrie de tecnologies de memòria no volàtil com les cèl·lules EPROM. La memòria flash NOR aprofita el principi d'injecció de portadors calents injectant portadors deliberadament a través de l'òxid de la porta per carregar la porta flotant. Aquesta càrrega altera la tensió llindar del transistor MOS per representar un estat lògic "0". Una porta flotant sense càrrega representa un estat "1". Esborrar la cèl·lula de memòria Flash NOR elimina la càrrega emmagatzemada mitjançant el procés de túnel de Fowler-Nordheim.